# Oláh Gyula (orvos)
Oláh Gyula (Arad, 1836. február 23. – Budapest, 1917. június 18.) orvosdoktor, országgyűlési képviselő.

## Életpályája
Az aradi főgimnáziumban és a pesti egyetemen tanult és 1863-ban nyert orvosdoktori oklevelet. Előbb a Rókus-kórházban működött; 1865-től 1867-ig Jászladány orvosa, 1867-től jászkerületi törvényszéki orvos, 1872-1875-ben országgyűlési képviselő volt. 1875-ben a belügyminisztérium egészségügyi osztályán működött. 1876-tól 1882-ig Bihar vármegye királyi tanfelügyelője, 1883-tól Nagyváradon gyakorló orvos, 1885-től 1889-ig közegészségi felügyelő volt. 1890-ben leköszönt állásáról és megindította a Közegészségügyi Szemlét. 1896-ban a magyar királyi vasút- és hajóstiszti tanfolyamokon rendes tanárrá nevezték ki.
Sárosy Trombitájának és a Jövő c. radikális lapnak főmunkatársa volt; írt az Ellenőr, Hon, Nemzet, Magyar Hirlap, Egyetértés, Országos Hirlap és Magyarország c. lapokba.
Cikkei az Ung. Med. Chirurg. Presseben (1865. Vorschlag zur Organisation der allgemeinen Sanitäts- und ärztlichen Verhältnisse in Ungarn, Randbemerkungen eines prakt. Landarztes); a Gyógyászatban (1866. A magy. orvosok és természetvizsgálók vándorgyűléseiről, 1873. Beszédei a képviselőházban; a Magyar orvosok és természetvizsgálók XII. nagygyűlése alkalmával történt kirándulásokról: Ajnácskő, Uzd, Putnok és Aggtelek). Főmunkatársa a Gyakorló Orvos czímű havi folyóiratnak.

## Munkái
- Tanulmány a hasonszenvészet ismertetésére. Pest, 1865. (Különnyomat a Gyógyászat 1864. évf.-ból).
- A hasonszenvészet értéke. Felelet dr. Balogh Tihamér «Párhuzam a homoeopathia és allopathia közt», czímű művére. Pozsony, 1867.
- Tanulmány a keleti hányszékelés kór- és gyógytanára vonatkozólag. Jászberény, 1868.
- Magyarország közegészségügyi statistikája. I. kötet I. füzet. Az egészségügyi személyzet és a gyógyszertárak statisztikája Magyarországban 1875. évről Az egészségügyi személyzet és a gyógyszertártulajdonosok s kezelők névsorával Hivatalos adatok alapján. Bpest, 1876.
- Az egyesült ellenzék és a boszniai occupátió. Bpest, 1878.
- Magyarország közegészségügyi viszonyairól. Bpest, 1889. (Ism. Nemzetgazdasági Szemle).
- A községek feladatai közegészségügyi szolgálat terén. Bpest, 1891. (Közegészségügyi könyvtár I. 2. bőv. kiad. Bpest, 1896.).
- A kolera és a kolera elleni védekezés. A nagy közönség és nép használatára. A szövegbe nyomott 10 ábrával. Bpest, 1898.
- A fertőtlenítés kolera idejében. A szövegbe nyomott 10 ábrával. Bpest, 1892. (2. kiadás. Az országos egészségügyi tanács által ajánlott mű. Bpest, 1893.).
- A gyermekápolás. Bpest, 1893.
- Az egészségügyi szolgálat a vasutaknál. Bpest, 1897.
- Az egészségügyi szolgálat a hajókon. Bpest, 1897.
- Az orvosok jogai és kötelességei. Bpest, 1898.
- Az utczai burkolat és a közegészségügy. Bpest, 1898.
- Az ember és az egészség. A szövegbe nyomott 33 ábrával. Bpest, 1899.

Szerkesztette a magyar orvosok és természetvizsgálók vándorgyűlésének Napi Közlönyét 1867-ben Rimaszombatban, 1871. Aradon (Darányi Jánossal) és a Jász-Kunságot 1872. máj. 5-től aug. 11-ig Jászberényben Szivák Imrével együtt.